# Pocé-sur-Cisse
Pocé-sur-Cisse és un municipi francès, situat al departament de l'Indre i Loira i a la regió de Centre – Vall del Loira. L'any 2007 tenia 1.559 habitants.

## Demografia

### Població
El 2007 la població de fet de Pocé-sur-Cisse era de 1.559 persones. Hi havia 662 famílies, de les quals 185 eren unipersonals (71 homes vivint sols i 114 dones vivint soles), 209 parelles sense fills, 205 parelles amb fills i 63 famílies monoparentals amb fills.
La població ha evolucionat segons el següent gràfic:
Habitants censats

### Habitatges
El 2007 hi havia 750 habitatges, 669 eren l'habitatge principal de la família, 39 eren segones residències i 41 estaven desocupats. 632 eren cases i 111 eren apartaments. Dels 669 habitatges principals, 423 estaven ocupats pels seus propietaris, 226 estaven llogats i ocupats pels llogaters i 20 estaven cedits a títol gratuït; 14 tenien una cambra, 67 en tenien dues, 131 en tenien tres, 207 en tenien quatre i 250 en tenien cinc o més. 491 habitatges disposaven pel capbaix d'una plaça de pàrquing. A 305 habitatges hi havia un automòbil i a 303 n'hi havia dos o més.

### Piràmide de població
La piràmide de població per edats i sexe el 2009 era:
| Homes | Edats   | Dones |
| ----- | ------- | ----- |
| 0     | 95 o +  | 4     |
| 0     | 90 a 94 | 4     |
| 0     | 85 a 89 | 12    |
| 4     | 80 a 84 | 20    |
| 28    | 75 a 79 | 36    |
| 36    | 70 a 74 | 20    |
| 28    | 65 a 69 | 32    |
| 32    | 60 a 64 | 32    |
| 28    | 55 a 59 | 52    |
| 60    | 50 a 54 | 72    |
| 40    | 45 a 49 | 44    |
| 68    | 40 a 44 | 68    |
| 48    | 35 a 39 | 48    |
| 52    | 30 a 34 | 44    |
| 52    | 25 a 29 | 76    |
| 36    | 20 a 24 | 32    |
| 36    | 15 a 19 | 64    |
| 88    | 10 a 14 | 60    |
| 52    | 5 a 9   | 56    |
| 56    | 0 a 4   | 40    |

## Economia
El 2007 la població en edat de treballar era de 1.021 persones, 785 eren actives i 236 eren inactives. De les 785 persones actives 699 estaven ocupades (348 homes i 351 dones) i 84 estaven aturades (41 homes i 43 dones). De les 236 persones inactives 106 estaven jubilades, 74 estaven estudiant i 56 estaven classificades com a «altres inactius».

### Ingressos
El 2009 a Pocé-sur-Cisse hi havia 663 unitats fiscals que integraven 1.549 persones, la mediana anual d'ingressos fiscals per persona era de 18.095 €.

### Activitats econòmiques
Dels 98 establiments que hi havia el 2007, 1 era d'una empresa alimentària, 1 d'una empresa de fabricació de material elèctric, 5 d'empreses de fabricació d'altres productes industrials, 14 d'empreses de construcció, 22 d'empreses de comerç i reparació d'automòbils, 6 d'empreses de transport, 6 d'empreses d'hostatgeria i restauració, 2 d'empreses d'informació i comunicació, 6 d'empreses financeres, 3 d'empreses immobiliàries, 6 d'empreses de serveis, 17 d'entitats de l'administració pública i 9 d'empreses classificades com a «altres activitats de serveis».
Dels 29 establiments de servei als particulars que hi havia el 2009, 1 era una oficina de correu, 1 una oficina bancària, 2 tallers de reparació d'automòbils i de material agrícola, 1 taller d'inspecció tècnica de vehicles, 1 paleta, 1 guixaire pintor, 4 fusteries, 3 lampisteries, 3 electricistes, 3 perruqueries, 2 veterinaris, 3 restaurants, 2 tintoreries i 2 salons de bellesa.
Dels 11 establiments comercials que hi havia el 2009, 1 era un hipermercat, 1 un supermercat, 1 una botiga de menys de 120 m², 2 botigues de roba, 1 una botiga d'equipament de la llar, 1 una botiga d'electrodomèstics, 1 una botiga de mobles, 1 una botiga de material de revestiment de parets i terra i 2 floristeries.
L'any 2000 a Pocé-sur-Cisse hi havia 22 explotacions agrícoles que ocupaven un total de 312 hectàrees.

## Equipaments sanitaris i escolars
L'únic equipament sanitari que hi havia el 2009 era una farmàcia.
El 2009 hi havia una escola elemental.

## Poblacions properes
El següent diagrama mostra les poblacions més properes.